# Religioni in Cambogia
| religione     | religione     |  | percentuale | percentuale |
| ------------- | ------------- |  | ----------- | ----------- |
| Buddhismo     | Buddhismo     |  | 96,4%       | 96,4%       |
| Islam         | Islam         |  | 2,1%        | 2,1%        |
| Cristianesimo | Cristianesimo |  | 1,3%        | 1,3%        |
| Altri         | Altri         |  | 0,2%        | 0,2%        |

Il buddhismo, nella sua forma Theravada, è stata la religione dominante in Cambogia per la prima volta a partire dal regno di Jayavarman VII (1181-1200); prima della sua adozione come religione di Stato, però, per più di un millennio in terra cambogiana fiorì e si sviluppò anche l'induismo. Il cattolicesimo romano è stato invece introdotto dai missionari di madrelingua francese a partire dal loro primo arrivo in Indocina nel XVIII secolo, mentre l'islam di tipo sunnita è praticato tra la popolazione chăm; sono praticati variamente anche il confucianesimo e la religione popolare cinese.

## Buddhismo

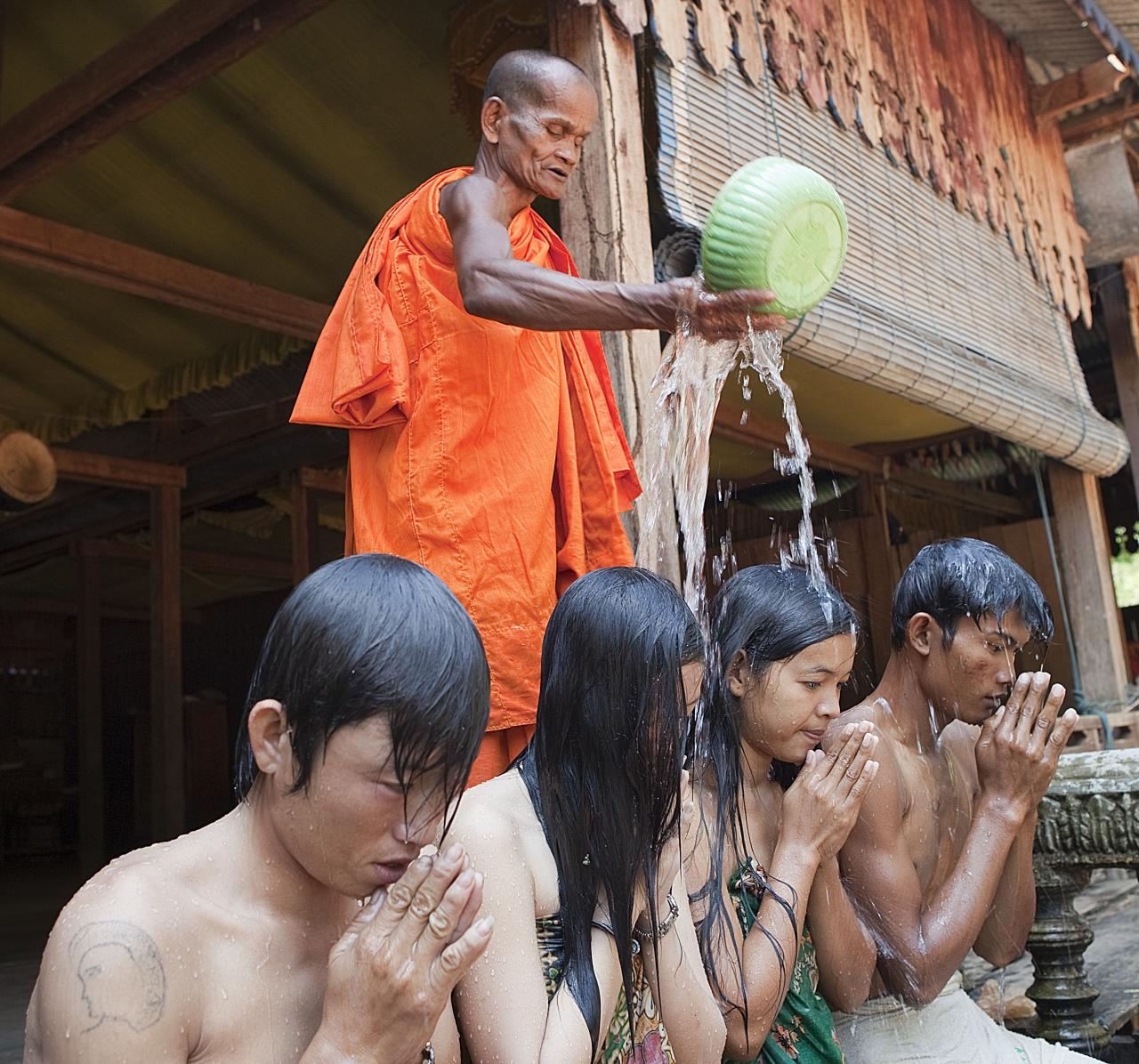
Rituale buddhista con fedeli Khmer.

L'insegnamento della dottrina buddhista è presente in Cambogia almeno fin dal V secolo; religione ufficiale della nazione a partire dal XIII secolo (ad eccezione del periodo dei khmer rossi), è attualmente stimata esser la fede del 95% della popolazione.
La storia del Buddhismo in Cambogia si estende per quasi due millenni, attraverso tutta una serie di imperi e regni successivi; la fede nel Buddha penetrò attraverso due differenti flussi: le sue prime forme, assieme con influenze indù, entrarono nel Regno del Funan con i commercianti di origine indiana.
 Più tardi, un secondo flusso è entrato nella cultura cambogiana durante l'Impero Khmer del periodo di Angkor (IX-XV sec.), quando venne ad assorbire le varie tradizioni precedenti caratteristiche dei mon durante il periodo Dvaravati e il Regno Hariphunchai.
Per i primi mille anni della storia del popolo khmer, la Cambogia è stata governata da una serie di re indù con occasionali regnanti buddhisti, come Jayavarman I e Suryavarman I. Una ricca varietà di tradizioni buddhiste iniziano allora a coesistere pacificamente in terra cambogiana sotto la tolleranza e gli auspici dei re di stirpe indù e del vicino regno Mon.

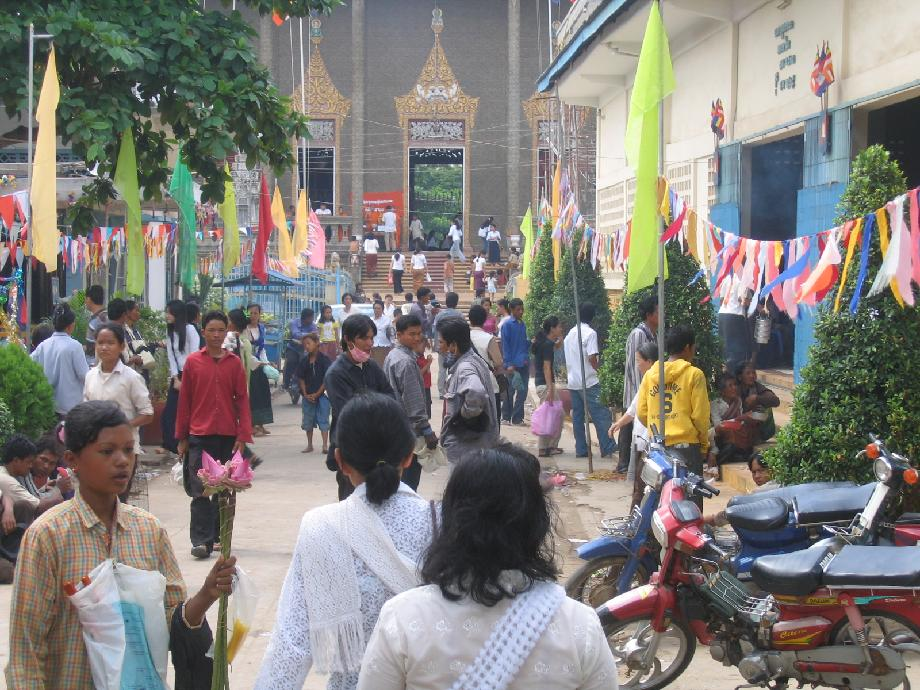
L'ingresso al tempio di Moha Montrey durante le festività di "Pchum Ben" a Phnom Penh

## Induismo
Come detto la Cambogia è stata fortemente influenzata dall'induismo, soprattutto durante il primo periodo del regno Funan, quando si trovò ad essere una delle religioni ufficiali ammesse: il paese è patria di uno dei due soli templi rimasti in tutto il pianeta dedicati al dio Brahmā, mentre Angkor Wat è il più grande tempio indù esistente al mondo.

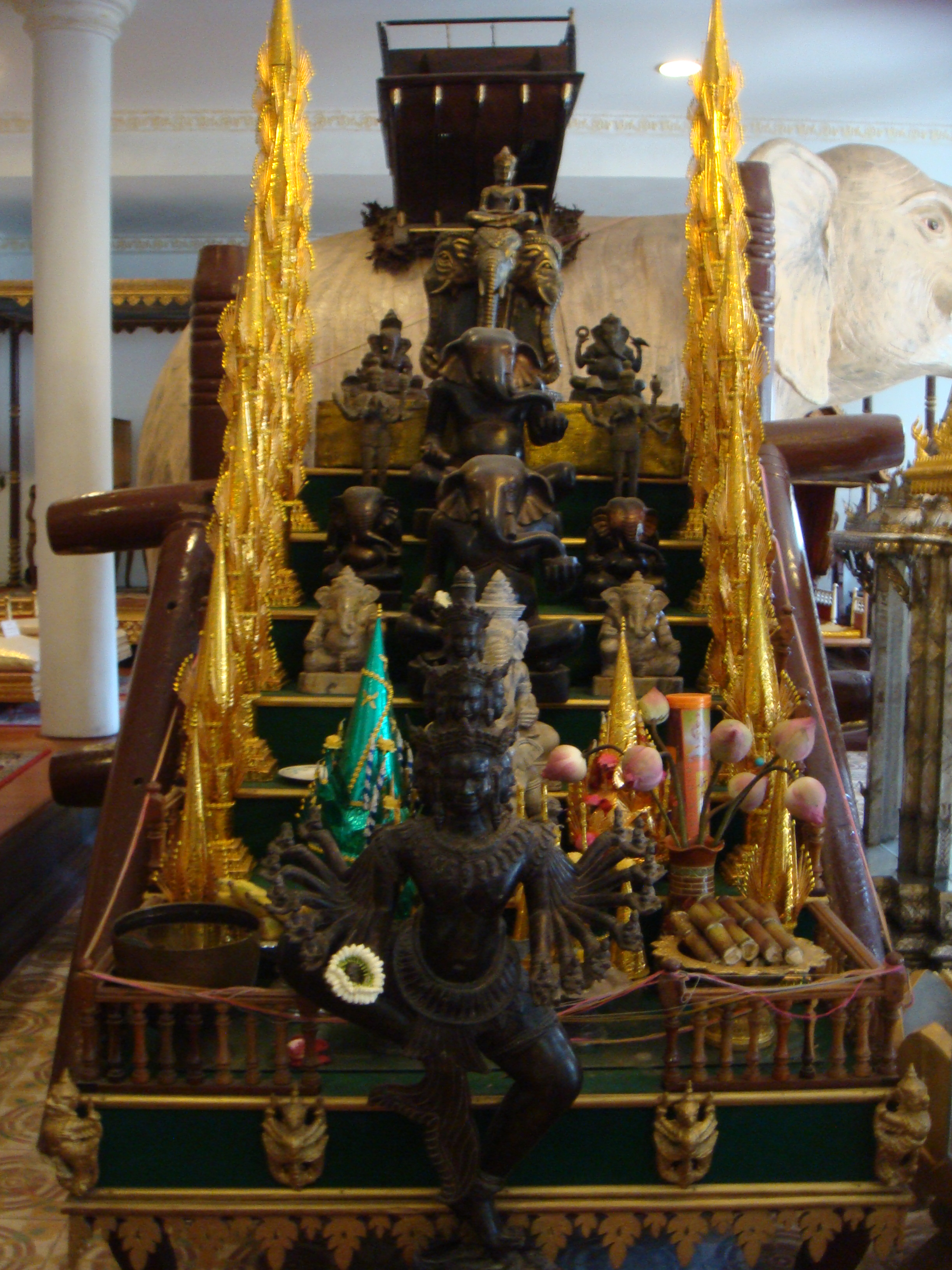
Altare induista cambogiano.

## Islam
La religione musulmana è praticata dalla maggioranza della popolazione chăm (chiamato anche Islam Khmer) e dalle minoranze malesi presenti all'interno del paese; la persecuzione avvenuta durante gli anni '70 per opera dei Khmer rossi ne ha eroso notevolmente il numero, anche se poi a partire dagli anni '80 vi è stata una rinnovata crescita: tutti i musulmani presenti sono sunniti che seguono lo sciafeismo

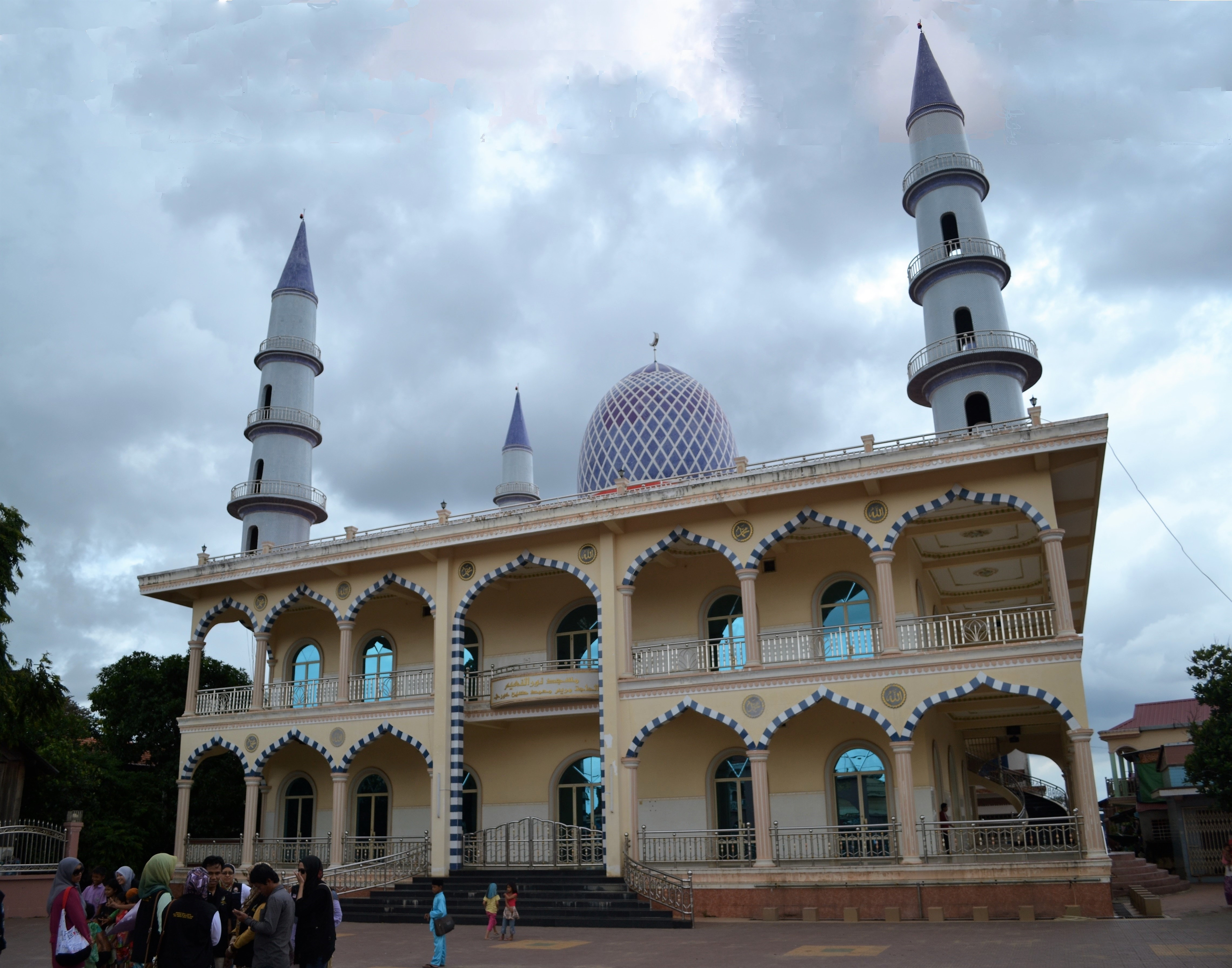
Una moschea cambogiana.

## Cristianesimo
La prima opera missionaria cristiana nota compiuta in Cambogia è stata intrapresa dal predicatore dell'ordine domenicano portoghese Gaspar da Cruz nel 1555-56; secondo il suo racconto l'impresa fu un completo fallimento, avendo trovato un paese da un re e da funzionari brahmani: scoprì poi che essi "son le persone più difficili da convertire". Sentendo che nessuno avrebbe mai avuto il coraggio di convertirsi senza prima aver ottenuto il permesso del re, lasciò il paese profondamente deluso per non esser riuscito a battezzare le folle com'era sa intenzione iniziale.
Nonostante la colonizzazione francese avvenuta durante il XIX secolo, il cristianesimo ha sempre avuto ben poco impatto tra il popolo; durante la seconda metà del '900 la maggior parte dei cattolici romani (a parte gli europei di origine francese) erano profughi vietnamiti.
 L'associazione evangelica "Christian and Missionary Alliance (C&MA)", operante fin dagli anni '20 del XX secolo, fece opera missionaria; mentre missioni battiste statunitensi dedite all'istruzione funzionavano nelle province di Battambang e Siem Reap.
Durante il censimento 1962 sono stati registrati 2.000 protestanti, mentre durante gli anni '80 la maggioranza dei cristiani era situata nei campi profughi provenienti dalla Thailandia; stime del 1987 riducevano la comunità cristiana a poche migliaia di membri. I cattolici, rappresentanti lo 0,15% dell'intera popolazione, pur essendo privi di diocesi hanno un vicariato e due prefetture apostoliche; i mormoni sono ufficialmente entrati nel paese a partire dal 1996, raggiungendo col tempo 31 congregazioni (27 khmer e 3 vietnamite, oltre a quella internazionale).

## Religioni tribali
La maggioranza degli abitanti delle zone montuose interne (detti Khmer Loeu) praticano sistemi religiosi locali autoctoni e sono vagamente identificati come animisti; ogni gruppo tribale possiede un proprio pantheon di spiriti locali: essi vedono generalmente il proprio mondo pieno di varie presenze invisibili (spesso chiamate yang), alcuni benevoli ed altri malevoli. Si associano entità spirituali al suolo, all'acqua, al fuoco e alle pietre, ai sentieri, il riso e così via.
Gli stregoni o specialisti religiosi del villaggio contattano questi spiriti (quando ciò se ne reputi necessario) e prescrivono i modi per placare la loro eventuale ira; mentre in tempi di crisi o cambiamento si può giungere anche a compiere sacrifici animali. La malattia è spesso ritenuta esser causata dagli "spiriti maligni"; alcune tribù possiedono particolari figure sciamaniche atte a curare i malati.
Oltre alla credenza negli spiriti, gli abitanti delle zone rurali possiedono anche credenze in tabù su molti oggetti o pratiche particolari; i gruppi etnici Ê-đê e Jarai hanno una gerarchia ben sviluppata di spiriti con, alla sua testa, un capo supremo.
Sebbene la maggior parte dei cambogiani aderisca al buddhismo o ad altri tra i gruppi religiosi principali come induismo, islam e cristianesimo, continua purtuttavia a sussistere anche una forte convinzione negli spiriti protettori degli antenati ancestrali.

## Ebraismo
Esiste in Cambogia anche una piccolissima comunità ebraica, rappresentata da poco più di 100 persone; a partire dal 2009 nella capitale Phnom Penh è stata aperta una casa Chabad.